# Naïm Khader
Pour les articles homonymes, voir Khader.
Naïm Khader, né le 30 décembre 1939 à Zababdeh, près de Jénine (Palestine), et mort (assassiné) le 1er juin 1981 à Ixelles (Bruxelles), est un intellectuel palestinien chrétien, premier représentant de l’OLP auprès des autorités belges et européennes.

## Biographie

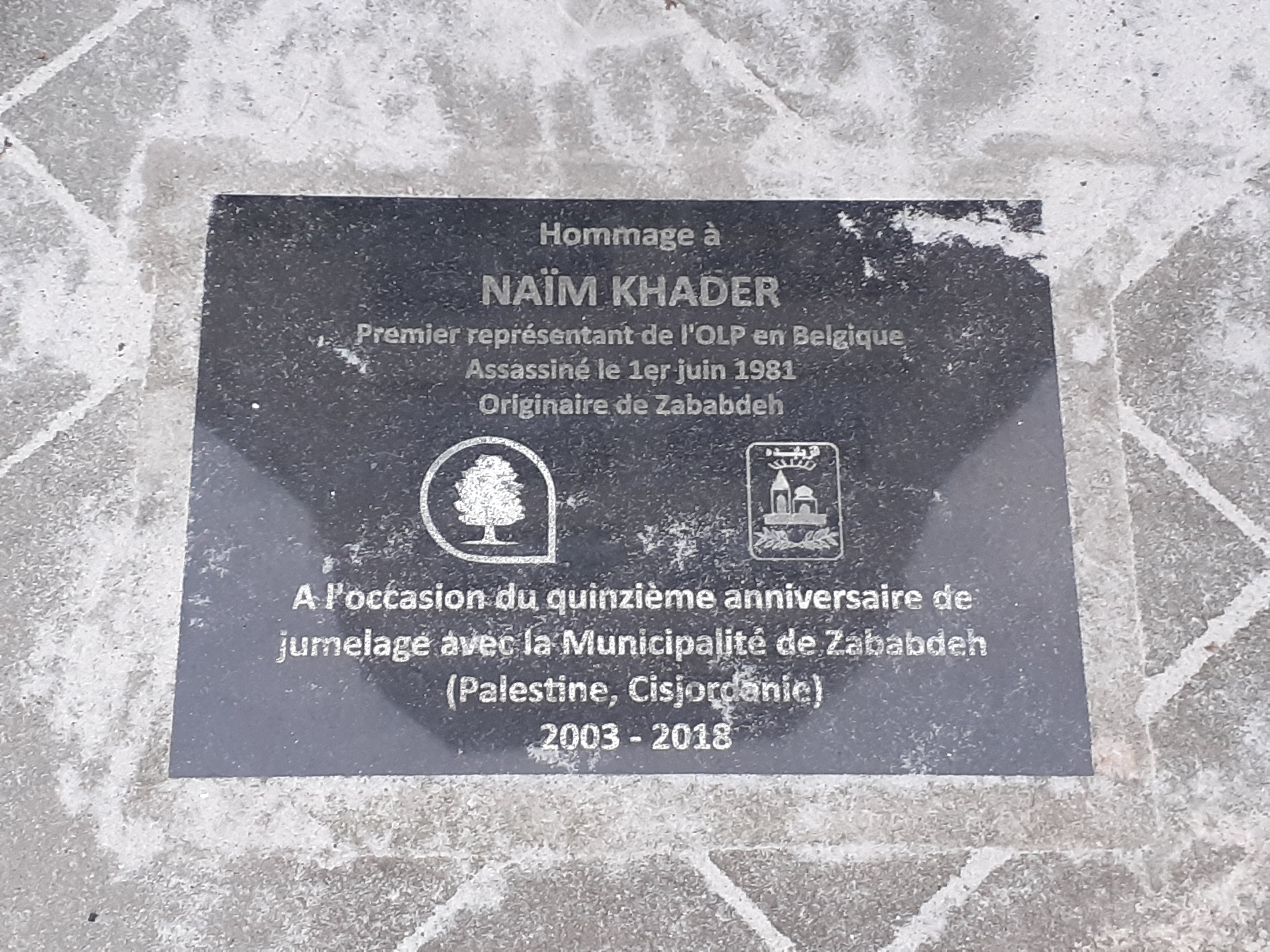
Plaque à Naïm Khader, Ixelles

Khader est né à Zababdeh, Palestine mandataire, le 30 décembre 1939. Il était issu d'une famille catholique. Son père était agriculteur et est mort quand Naïm avait neuf ans. Il avait six frères et sœurs et son plus jeune frère, Bichara Khader, est professeur émérite à l' UCLouvain.
Il arrive en Belgique en 1966 pour y obtenir un doctorat en droit, puis en droit international à l’UCL. En 1968, à la suite de l'occupation de la Cisjordanie par Israël, il adhère au Fatah et devient bientôt représentant officieux de l’OLP lorsque cette fonction est officiellement reconnue par la Belgique en 1976.
Il participe à de nombreuses missions diplomatiques au sein du Dialogue Euro-Arabe, auprès des Nations unies, des pays non-alignés, et surtout de la Commission et du Parlement européen où il lie de nombreux contacts.
Partisan de la création d’un État palestinien laïc et démocratique cohabitant pacifiquement avec Israël, il milite pour la paix et le dialogue. Il noue des relations d’amitié avec des membres de la communauté juive de Belgique. Il est l’un des artisans de la reconnaissance de la cause palestinienne en Europe. En 1976, il participe à la création de l’Association Belgo-Palestinienne avec entre autres, Marcel Liebman et Pierre Galand.
Le 1er juin 1981, il est assassiné par balles en rue, devant son domicile d'Ixelles. L’enquête judiciaire n’a jamais permis de désigner les commanditaires de l’attentat. Des accusations ont été proférées envers les services secrets israéliens et envers des groupes extrémistes palestiniens. Le père Émile Shoufani a publiquement affirmé qu'il avait été "lâchement assassiné par les siens", dans son discours de réception comme docteur honoris causa à l'UCL. Le procès d’un tueur présumé, Un Palestinien vivant à Vienne, en mars 1999, s’est conclu sur un non-lieu,. Boaz Ganor (en) et Liram Koblentz-Stenzler ont affirmé que Khader était une des cibles d'assassinat de l'état d'Israel.
La Fondation Naïm Khader est créée après son décès, elle intégrera quelques années plus tard l'Association belgo-palestinienne/Naïm Khader.
Différents hommages ont été organisés en Belgique par les milieux associatifs et politiques belges en 2001 et 2006 à l’occasion des 20e et 25e anniversaires de son assassinat. En 2003, la commune d’Ixelles s’est jumelée avec la municipalité de Zababdeh, ville natale de Naïm Khader.
En mai 2024, lors d'une occupation en faveur de la cause palestinienne par les étudiants de l'UCLouvain à l'auditoire Pierre de Coubertin à Louvain-la-Neuve, celui-ci est renommé "auditoire Naïm Khader" par les occupants.

## Œuvres
- Textes de la révolution palestinienne 1968-1974, Bichara et Naïm Khader, Paris, Sindbad, 1975.
- Le sens d'une vie, Naim Khader, 1981